# Saalsporthalle
Die Saalsporthalle ist eine Mehrzweckhalle im Quartier Alt-Wiedikon der Schweizer Stadt Zürich. Sie ist neben dem Hallenstadion der zweite grosse Stadionbau in der Stadt. Die Saalsporthalle dient als Austragungsort und Übungsraum für zahlreiche Hallensportarten wie Volleyball, Handball, Unihockey, Fechten und Tennis. Erbaut wurde die Saalsporthalle in den Jahren 1970 bis 1972 insbesondere für Handball.

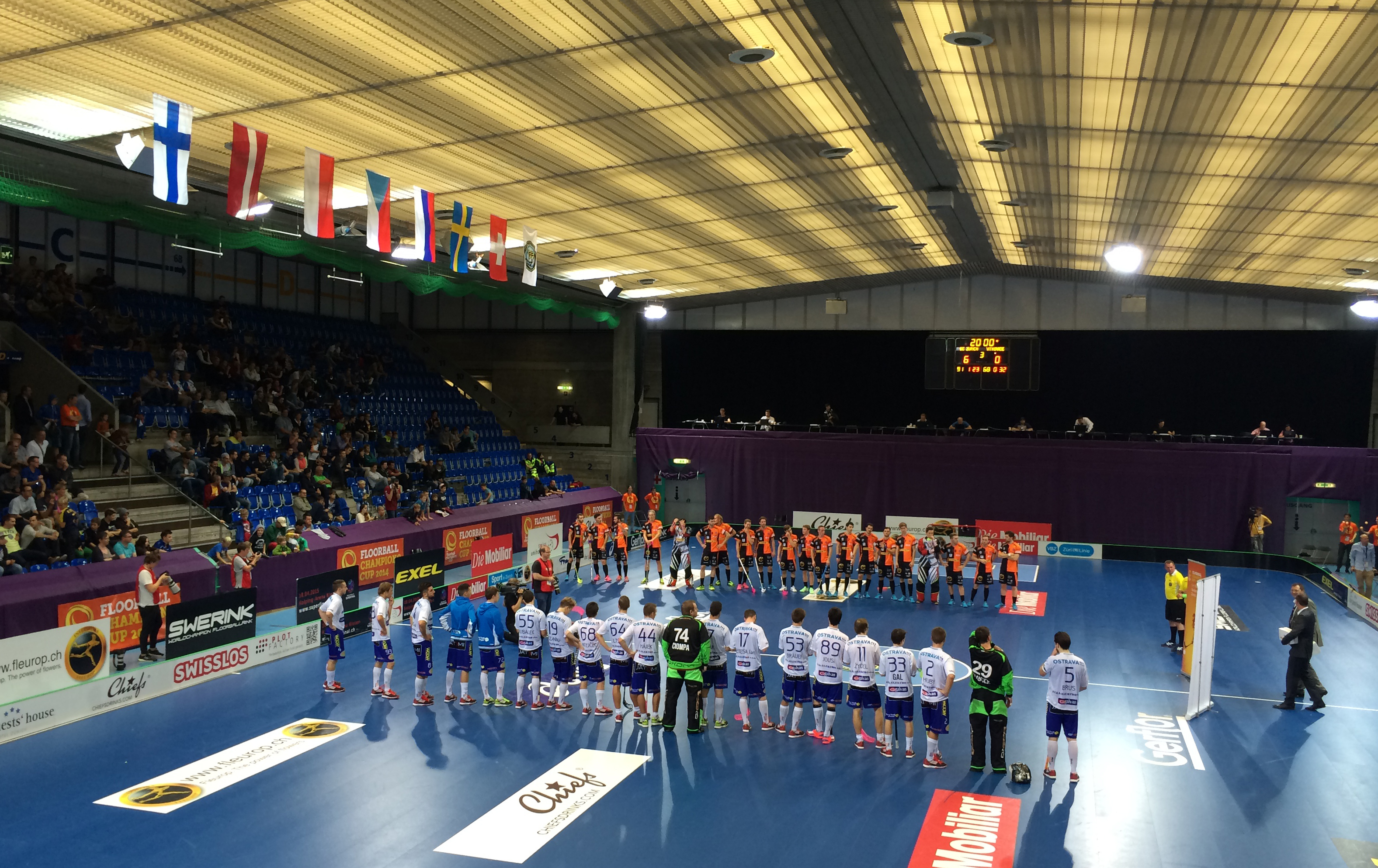
Unihockeyturnier Champions Cup in der Halle im Oktober 2014

Die Haupthalle verfügt über 2'500 bis 2'900 Zuschauerplätze und ein Feld von 45 auf 27 Meter. 1975 wurde das Gebäude um einen Fechtsaal erweitert.
Sie ist das Heimstadion der Handballteams von GC Amicitia Zürich und des Volleyballteams VBC Voléro Zürich. Von 1984 bis 1996 wurde hier das Tennisturnier European Indoors ausgetragen. Genutzt wird die Halle auch für viele andere Sportarten von Hallenfussball über Tanz bis Schwingen sowie für Anlässe wie Konzerte, Bankette und Firmenanlässe. Im Frühjahr 2022 wurden in der Halle bis zu 200 Flüchtlinge aus der Ukraine untergebracht.

Nach der Halle wurden eine Haltestelle der Linie 13 der Verkehrsbetriebe Zürich und der Sihltalbahn benannt. Die Einkaufszentren Sihlcity und Brunau liegen in der Nachbarschaft.